# روبرت أوسترايشر
روبرت ثيودور أوسترايشر (بالإنجليزية: Robert Theodore Oestreicher؛ 28 فبراير 1894 – 18 فبراير 1955) هو سياسي أمريكي من الحزب الجمهوري في ولاية أوهايو. تولّى منصب العمدة الخامس والأربعين لمدينة كولومبوس عام 1953، وكان بذلك الشخص الحادي والأربعين الذي يشغل هذا المنصب.

## الخلفية والسيرة
وُلد في نيلسونفيل، مقاطعة أثينس، عام 1894، وعاش في كولومبوس منذ شبابه، حيث عمل في تجارة السيارات قبل انخراطه في الحياة السياسية المحلية.

## فترة العهد
خدم في عام 1953 كعمدة كولومبوس لفترة قصيرة استمرت حوالي أحد عشر شهرًا، خلفًا لـ جيمس إ. رودس وسابقًا لماينارد "جاك" سينسنبرينر.

## الوفاة والدفن
توفي في 18 فبراير 1955 في كولومبوس عن عمر يقارب 61 عامًا، ودُفن في مقبرة "غرين لوون" في كولومبوس.